# Eurokomunismus
Eurokomunismus (též neokomunismus nebo demokratický komunismus) je politická ideologie ovlivněná principy marxismu, socialismu a pluralismu, která se snažila prosadit komunismus v západní Evropě 70. let 20. století.

## Vznik a principy eurokomunismu
Na přelomu 60. a 70. let se v řadě západoevropských komunistických stran rozpoutala diskuse na téma stranických hodnot, vyvolaná snahou některých západoevropských komunistů zbavit se spojení s na Západě zkompromitovanou východoevropskou levicí (díky likvidaci Stalinova kultu v SSSR a potlačení maďarského povstání roku 1956, dále pak díky invazi do Československa roku 1968). Nad konzervativním (starolevicovým) křídlem zvítězilo křídlo novolevicové (ovlivněné myšlenkami A. Gramsciho), které odmítalo nedemokratickou praxi Sovětského svazu a dalších zemí východního bloku, které se dle eurokomunistů nedostatečně destalinizovaly a nedodržovaly lidská práva. V důsledku diskusí eurokomunistů došlo k prohloubení krize v celosvětovém komunistickém hnutí. Eurokomunismus byl východoevropskými komunistickými stranami odmítnut.
Základním principem eurokomunismu je vzdání se leninské ideje revoluce a přijetí teze o postupném pokojném přechodu k socialismu za pomoci parlamentních změn, které by respektovaly odlišnosti, specifika dané země. Eurokumunismus dále zavrhl ideu diktatury proletariátu. Přehodnocena rovněž byla idea avantgardní strany – západoevropské komunistické strany se přestaly považovat za výhradního reprezentanta dělnické třídy a respektovaly politický pluralismus. Ve svých programech též vyjádřily omezenou podporu malému a střednímu podnikání, otevřeněji kritizovaly roli Sovětského svazu a více se přikláněly k podpoře sociálních hnutí jako například feministického či LGBT hnutí. Nelze nicméně říci, že by v těchto snahách zašly tak daleko jako primárně anglosaská nová levice, která kompletně zavrhla marxistickou ideu historického materialismu, třídního boje a organizace ve straně. 

## Eurokomunismus v Česku a v současné Evropě
V Československu se díky vlivu SSSR eurokomunismus neprosadil nikdy, i když podle některých výkladů k němu mělo směřovat hnutí pražského jara, na jehož podporu po sovětské okupaci vystoupily komunistické strany Itálie (kde měli eurokomunisté nejsilnější pozici), Francie, Španělska atd.
Eurokomunismus ztratil část svého vlivu rozpadem východního bloku a celkovým příklonem evropské levice k jiným ideologiím. V současných západoevropských komunistických stranách přetrvávají jak příznivci sovětského komunismu, tak eurokomunismu. Zástupcům eurokomunistů ze západoevropských komunistických stran se i na evropské úrovni podařilo prosadit zřeknutí se stalinismu. Proto je současná Strana evropské levice považována za eurokomunistickou evropskou stranu, sdružující socialistické, západoevropské komunistické a některé (rudo)zelené strany.
Českým zástupcem eurokomunismu je strana Levice (rebrandovaná Strana demokratického socialismu). O místo se ucházela také KSČM, ta ale nakonec odmítla podepsat stranické stanovy (pro některé neshody s formulacemi ve Stanovách SEL, kritici tvrdí, že kvůli své obhajobě stalinismu, který SEL odmítá), a získala tak pouze status pozorovatele, což jí ovšem dává téměř stejná práva jako řádným členům. Podle některých názorů se tím KSČM přiklonila k podpoře starého sovětského modelu nepřijatelného pro současnou eurokomunistickou levici.